# Episodi di Máxima
La prima stagione della serie televisiva drammatica olandese Máxima, composta da 6 episodi, è stata distribuita sul servizio di streaming Videoland il 20 aprile 2024.
In Italia la stagione è andata in onda su Rai 1 il 2 e il 3 settembre 2024 con tre episodi in due prime serate.
| nº | Titolo originale | Titolo italiano | Pubblicazione Paesi Bassi | Prima TV Italia  |
| -- | ---------------- | --------------- | ------------------------- | ---------------- |
| 1  | Épisode 1        | Episodio 1      | 20 aprile 2024            | 2 settembre 2024 |
| 2  | Épisode 2        | Episodio 2      | 20 aprile 2024            | 2 settembre 2024 |
| 3  | Épisode 3        | Episodio 3      | 20 aprile 2024            | 2 settembre 2024 |
| 4  | Épisode 4        | Episodio 4      | 20 aprile 2024            | 3 settembre 2024 |
| 5  | Épisode 5        | Episodio 5      | 20 aprile 2024            | 3 settembre 2024 |
| 6  | Épisode 6        | Episodio 6      | 20 aprile 2024            | 3 settembre 2024 |

## Episodio 1
- Titolo originale: Épisode 1
- Diretto da: Saskia Diesing, Joosje Duk e Iván López Núñez
- Scritto da: Ilse Ott, Marnie Blok, Marcela Guerty, Diede Zillinger Molenaar, Sytske Kok e Judith Goudsmit

### Trama
- Ascolti Italia: telespettatori 1 667 000 – share 12,54%[4].

## Episodio 2
- Titolo originale: Épisode 2
- Diretto da: Saskia Diesing, Joosje Duk e Iván López Núñez
- Scritto da: Ilse Ott, Marnie Blok, Marcela Guerty, Diede Zillinger Molenaar, Sytske Kok e Judith Goudsmit

### Trama
- Ascolti Italia: telespettatori 1 667 000 – share 12,54%[4].

## Episodio 3
- Titolo originale: Épisode 3
- Diretto da: Saskia Diesing, Joosje Duk e Iván López Núñez
- Scritto da: Ilse Ott, Marnie Blok, Marcela Guerty, Diede Zillinger Molenaar, Sytske Kok e Judith Goudsmit

### Trama
- Ascolti Italia: telespettatori 1 667 000 – share 12,54%[4].

## Episodio 4
- Titolo originale: Épisode 4
- Diretto da: Saskia Diesing, Joosje Duk e Iván López Núñez
- Scritto da: Ilse Ott, Marnie Blok, Marcela Guerty, Diede Zillinger Molenaar, Sytske Kok e Judith Goudsmit

### Trama
- Ascolti Italia: telespettatori 1 778 000 – share 13,70%[5].

## Episodio 5
- Titolo originale: Épisode 5
- Diretto da: Saskia Diesing, Joosje Duk e Iván López Núñez
- Scritto da: Ilse Ott, Marnie Blok, Marcela Guerty, Diede Zillinger Molenaar, Sytske Kok e Judith Goudsmit

### Trama
- Ascolti Italia: telespettatori 1 778 000 – share 13,70%[5].

## Episodio 6
- Titolo originale: Épisode 6
- Diretto da: Saskia Diesing, Joosje Duk e Iván López Núñez
- Scritto da: Ilse Ott, Marnie Blok, Marcela Guerty, Diede Zillinger Molenaar, Sytske Kok e Judith Goudsmit

### Trama
- Ascolti Italia: telespettatori 1 778 000 – share 13,70%[5].